# Coupe des clubs champions arabes de football 2001
Navigation
Djeddah 2000 Djeddah 2002
La Coupe arabe des clubs champions 2001 est la dix-septième édition de la Coupe arabe des clubs champions de football. Organisée à Doha au Qatar, elle regroupe les clubs des pays arabes les plus performants de leur championnat national (champion, vice-champion ou vainqueur de la coupe nationale). Après un tour préliminaire entre les représentants du Maghreb et le Golf, les huit équipes sont réparties en deux poules de quatre et s'affrontent une fois. Les deux premiers de chaque groupe disputent la phase finale, en match à élimination directe.
C'est le club qatari d'Al Sadd SC qui remporta cette édition, après avoir battu en finale les algériens du MC Oran par le score de trois buts à un.

## Équipes participantes
- CS Sfax - Tenant du titre
- Aïn FC - Champion du Golfe
- Faisaly SC - Champion de Jordanie
- Ahli SC - Champion du Yémen
- Ittihad FC - Champion d'Arabie Saoudite
- Dhofar Club - Champion d'Oman
- Merreikh SC - Champion du Soudan
- Ahli SC - Champion de Libye
- Rayyan SC - Vainqueur de la Coupe CPQ
- Ahli SC - Vainqueur de la Coupe de FAS
- Nejmeh SC - Champion du Liban 2000
- Hutteen SC - Champion de Syrie 2000
- Salmiya SC - Champion du Koweït 2000
- Sadd SC - Champion du Qatar 2000
- Riffa SC - Champion de Bahreïn 2000
- Gharafa SC - Vainqueur de la Coupe CPQ 2000
- MC Oran - Vice-champion d'Algérie 2000
- Hilal Al-Quds - Invité d'honneur
- MAS Fès - Invité d'honneur
- ASC Mauritel - Invité d'honneur

## Compétition

### Tour préliminaire

#### Zone 1 (Golf arabique)
| Rang | Équipe        | Pts | J | G | N | P | Bp | Bc | Diff |  | Résultats (▼ dom., ► ext.) |  |     |     |     |     |     |
| ---- | ------------- | --- | - | - | - | - | -- | -- | ---- |  | -------------------------- |  | --- | --- | --- | --- | --- |
| 1    | Al-Aïn FC     | 12  | 5 | 4 | 0 | 1 | 6  | 4  | +2   |  | Al-Aïn FC                  |  | 0-2 | 1-0 | 2-1 | 1-0 | 2-1 |
| 2    | Ittihad FC    | 10  | 5 | 3 | 1 | 1 | 10 | 1  | +9   |  | Ittihad FC                 |  |     | 0-0 | 0-1 | 1-0 | 7-0 |
| 3    | Dhofar Club   | 10  | 5 | 3 | 1 | 1 | 6  | 3  | +3   |  | Dhofar Club                |  |     |     | 0-1 | 2-0 | 3-2 |
| 4    | Al-Salmiya SC | 5   | 5 | 1 | 2 | 2 | 5  | 6  | -1   |  | Al-Salmiya SC              |  |     |     |     | 2-2 | 1-1 |
| 5    | Al-Gharafa SC | 4   | 5 | 1 | 1 | 3 | 6  | 7  | -1   |  | Al-Gharafa SC              |  |     |     |     |     | 4-1 |
| 6    | Riffa SC      | 1   | 5 | 0 | 1 | 4 | 5  | 17 | -12  |  | Riffa SC                   |  |     |     |     |     |     |

#### Zone 2 (Mer rouge)
| Rang | Équipe         | Pts | J | G | N | P | Bp | Bc | Diff |  | Résultats (▼ dom., ► ext.) |  |     |     |
| ---- | -------------- | --- | - | - | - | - | -- | -- | ---- |  | -------------------------- |  | --- | --- |
| 1    | Al-Ahly SC     | 6   | 2 | 2 | 0 | 0 | 3  | 1  | +2   |  | Al-Ahly SC                 |  | 2-1 | 1-0 |
| 2    | Al Ahli Sanaa  | 1   | 2 | 0 | 1 | 1 | 3  | 4  | -1   |  | Al Ahli Sanaa              |  |     | 2-2 |
| 3    | Al-Merreikh SC | 1   | 2 | 0 | 1 | 1 | 2  | 3  | -1   |  | Al-Merreikh SC             |  |     |     |

#### Zone 3 (Afrique du nord)

##### 1er tour
| Championnat arabe des clubs | MAS Fès | 4-2 | Al-Ahli SC | Stade Hassan II |  |
|                             |         |     |            |                 |  |

| Championnat arabe des clubs | Al-Ahli SC | 2-0 | MAS Fès | Stade du 11 juin |  |
|                             |            |     |         |                  |  |

| Championnat arabe des clubs | ASC Mauritel | Forfait | MC Oran | Stade olympique de Nouakchott |  |
|                             |              |         |         |                               |  |

- Note : l'ASC Mauritel s'est retiré à la fin.

##### 2e tour
| Championnat arabe des clubs | Al-Ahli SC | Forfait | MC Oran | Stade du 11 juin |  |
|                             |            |         |         |                  |  |

- Note : Al-Ahli SC s'est retiré à la fin.

#### Zone 4 (Asie ouest)
| Rang | Équipe        | Pts | J | G | N | P | Bp | Bc | Diff |  | Résultats (▼ dom., ► ext.) |  |     |     |  |
| ---- | ------------- | --- | - | - | - | - | -- | -- | ---- |  | -------------------------- |  | --- | --- |  |
| 1    | Al-Faisaly SC | 6   | 2 | 2 | 0 | 0 | 6  | 0  | +6   |  | Al-Faisaly SC              |  | 1-0 | 5-0 |  |
| 2    | Hutteen SC    | 3   | 2 | 1 | 0 | 1 | 6  | 2  | +4   |  | Hutteen SC                 |  |     | 6-2 |  |
| 3    | Hilal Al-Quds | 0   | 2 | 0 | 0 | 2 | 2  | 11 | -9   |  | Hilal Al-Quds              |  |     |     |  |
| 4    | Nejmeh SC     | 0   | 0 | 0 | 0 | 0 | 0  | 0  | 0    |  | Nejmeh SC                  |  |     |     |  |

- Note : le Nejmeh SC est disqualifier[1].

### Premier tour
Groupe A
| Rang | Équipe        | Pts | J | G | N | P | Bp | Bc | Diff |  | Résultats (▼ dom., ► ext.) |  |     |     |     |
| ---- | ------------- | --- | - | - | - | - | -- | -- | ---- |  | -------------------------- |  | --- | --- | --- |
| 1    | Al Sadd SC    | 6   | 3 | 2 | 0 | 1 | 14 | 3  | +11  |  | Al Sadd SC                 |  | 7-0 | 1-2 | 6-1 |
| 2    | MC Oran       | 6   | 3 | 2 | 0 | 1 | 5  | 7  | -2   |  | MC Oran                    |  |     | 3-0 | 2-0 |
| 3    | Al Ahli Sanaa | 4   | 3 | 1 | 1 | 1 | 3  | 5  | -2   |  | Al Ahli Sanaa              |  |     |     | 1-1 |
| 4    | Hutteen SC    | 1   | 3 | 0 | 1 | 2 | 2  | 9  | -7   |  | Hutteen SC                 |  |     |     |     |

Groupe B
| Rang | Équipe        | Pts | J | G | N | P | Bp | Bc | Diff |  | Résultats (▼ dom., ► ext.) |  |     |     |  |
| ---- | ------------- | --- | - | - | - | - | -- | -- | ---- |  | -------------------------- |  | --- | --- |  |
| 1    | Al-Ahly FC    | 4   | 2 | 1 | 1 | 0 | 7  | 2  | +5   |  | Al-Ahly FC                 |  | 5-0 | 2-2 |  |
| 2    | Al-Rayyan SC  | 3   | 2 | 1 | 0 | 1 | 5  | 6  | -1   |  | Al-Rayyan SC               |  |     | 5-1 |  |
| 3    | CS Sfax       | 1   | 2 | 0 | 1 | 1 | 3  | 7  | -4   |  | CS Sfax                    |  |     |     |  |
| 4    | Al-Faisaly SC | 0   | 0 | 0 | 0 | 0 | 0  | 0  | 0    |  | Al-Faisaly SC              |  |     |     |  |

- Note : Al-Aïn FC s'est retiré avant le début du tournoi il a été remplacer par le club qatari Al-Rayyan SC.
- Note : Al-Faisaly SC s'est retiré avant le début du tournoi[2].

### Phase finale
|  | Demi-finales  | Demi-finales |            |       | Finale | Finale |
|  | Demi-finales  | Demi-finales |            |       | Finale | Finale |
|  |               |              |            |       |        |        |
|  |               |              |            |       |        |        |
|  |               |              |            |       |        |        |
|  | Al Sadd SC    | 5            |            |       |        |        |
|  | Al Sadd SC    | 5            |            |       |        |        |
|  | Al-Rayyan SC  | 1            |            |       |        |        |
|  | Al-Rayyan SC  | 1            | Al Sadd SC | 3     |        |        |
|  |               |              | Al Sadd SC | 3     |        |        |
|  |               | MC Oran      | 1          |       |        |        |
|  | Al-Ahly FC    | MC Oran      | 1          | 2 (3) |        |        |
|  | Al-Ahly FC    |              |            | 2 (3) |        |        |
|  | MC Oran t.a.b | 2 (5)        |            |       |        |        |
|  | MC Oran t.a.b | 2 (5)        |            |       |        |        |

| Coupe des clubs champions arabes Al Sadd SC 1er titre |